# Obština Smjadovo
Obština Smjadovo (bulharsky Община Смядово) je bulharská jednotka územní samosprávy v Šumenské oblasti. Leží ve východním Bulharsku na severním úbočí východních svahů Předbalkánu a Staré planiny. Sídlem obštiny je město Smjadovo, kromě něj zahrnuje obština 9 vesnic. Žije zde necelých 6 tisíc stálých obyvatel.

## Sídla
| - Alexandrovo - Bjal Brjag - Černi Vrăch - Jankovo | - Kălnovo - Novo Jankovo - Riš - Smjadovo (sídlo správy) | - Veselinovo - Želăd |

## Sousední obštiny
| Růžice kompasu | Veliki Preslav | Šumen            | Provadija | Růžice kompasu |
| Růžice kompasu | Vărbica        | Sever            | Dălgopol  | Růžice kompasu |
| Růžice kompasu | Vărbica        | Obština Smjadovo | Dălgopol  | Růžice kompasu |
| Růžice kompasu | Vărbica        | Jih              | Dălgopol  | Růžice kompasu |
| Růžice kompasu | Sungurlare     | Ruen             |           | Růžice kompasu |

## Obyvatelstvo
V obštině žije 5 968 stálých obyvatel a včetně přechodně hlášených obyvatel 6 962. Podle sčítáni 1. února 2011 bylo národnostní složení následující:
- Bulhaři: 3 993 (65.7 %)
- Turci: 1 603 (26.4 %)
- Romové: 400 (6.6 %)
- ostatní: 79 (1.3 %)